# Indianapolis Raceway Park
Lucas Oil Raceway (antigo Indianápolis Raceway Park e O'Reilly Raceway Park at Indianápolis) é um complexo que abriga um circuito oval de 0.686 milha (1.1 km), um circuito misto de 2.5 milha (4.0) km e uma pista de 1300 metros de corrida de dragster, localizado na cidade de Brownsburg, Indiana, Estados Unidos. O autódromo abriga uma das etapas da USF2000, ARCA Racing Series e NHRA.
No passado já sediou provas da NASCAR Xfinity Series e da NASCAR Camping World Truck Series até 2011. É um circuito que fica muito próximo do circuito principal de Indianapolis Motor Speedway, e quando este sediava provas da Fórmula 1, e da NASCAR, além da tradicional 500 milhas de Indianápolis, na noite anterior eram realizados eventos chamados "Night before the 500" e "Night before the 400" (algo como A Noite Anterior 500 e A Noite Anterior 400, respectivamente). Organizados pelo United States Auto Club, atraíam uma multidão de fãs, que estavam na região devido as grandes corridas no dia seguinte.